# Alleyrat (Creuse)
Alleyrat ist eine Gemeinde in Frankreich. Sie gehört zur Region Nouvelle-Aquitaine, zum Département Creuse, zum Arrondissement Aubusson und zum Kanton Aubusson. Durch die Gemeinde fließt die Creuse. Die Nachbargemeinden sind Saint-Médard-la-Rochette im Norden, Saint-Maixant im Osten, Aubusson im Süden und Blessac im Westen.

## Sehenswürdigkeiten
- Kirche Saint-Pierre aus dem 12. Jahrhundert

## Bevölkerungsentwicklung
| Jahr      | 1962 | 1968 | 1975 | 1982 | 1990 | 1999 | 2008 | 2018 |
| --------- | ---- | ---- | ---- | ---- | ---- | ---- | ---- | ---- |
| Einwohner | 195  | 205  | 176  | 174  | 169  | 166  | 150  | 142  |